# Vilkkusaari
Vilkkusaari är en ö i Finland. Den ligger i sjön Haukivesi och i kommunen Varkaus i den ekonomiska regionen  Varkaus ekonomiska region  och landskapet Norra Savolax, i den sydöstra delen av landet, 280 km nordost om huvudstaden Helsingfors. Öns area är 0,2 hektar och dess största längd är 60 meter i sydväst-nordöstlig riktning.